# Numero lievemente abbondante
In matematica, un numero lievemente abbondante (o numero quasi perfetto, in inglese quasiperfect number, da non confondere con almost perfect number) è un numero naturale teorico n tale per cui la somma dei suoi divisori (la funzione sigma σ(n)) è uguale a 2n + 1. I numeri quasi perfetti sono numeri abbondanti.  
A tutt'oggi non è ancora stato trovato alcun numero lievemente abbondante, ma, se ne esiste almeno uno, deve essere un numero quadrato dispari più grande di 1035 e deve avere almeno sette fattori primi distinti.